# Richard Tarlton
Richard Tarlton ou Tarleton (mort en septembre 1588), est un acteur anglais de l'ère élisabéthaine. Il fut le plus célèbre clown de cette période, fameux pour ses impromptus comiques en vers de mirliton, qui finirent par s'appeler les « Tarlton ». Il aida à faire du théâtre élisabéthain un divertissement de masse, préparant le chemin pour le théâtre de Shakespeare. Après sa mort, beaucoup de traits d'esprit et de farces lui furent attribués, puis publiées sous le titre Tarlton's Jests (« les plaisanteries de Tarlton »).
Tarlton était aussi un danseur accompli, un musicien et un escrimeur. Il est également un écrivain, qui a publié un certain nombre de gigues et au moins une pièce de théâtre complète.

## Famille
On connaît peu de choses de sa famille. Le nom de son père est inconnu. Le prénom de sa mère est Katherine, mais son nom de jeune fille est aussi inconnu. Grâce à une affaire en justice traitée plus tard, nous savons qu'il a une sœur prénommée Hélène. Son lieu de naissance est également inconnu, bien que plus d'un siècle après sa mort, Thomas Fuller dit qu'il est né à Condover dans le Shropshire, où son père était éleveur de porcs, puis que la famille déménagea à Ilford dans l'Essex.

## Carrière
La tradition dit que Tarlton commence sa carrière à Londres, soit comme apprenti, soit comme porcher à Ealing, soit comme porteur d'eau ; mais il n'est pas impossible que ce fût les trois. En 1583, quand il apparaît sur la liste des membres de la troupe de la reine, il est déjà un acteur expérimenté.
Il a rapidement une influence extraordinaire sur les autres clowns de son époque. Tarlton est le premier à étudier les bouffons naturels et les nigauds pour étoffer ses personnages. Sa façon de jouer combine les styles du Vice des moralités médiévales, du ménestrel et du Lord of Misrule. Durant le spectacle, il se charge lui-même de contrer les chahuteurs en imposant un rythme irrésistible lorsque c'est nécessaire. Il passe du temps après la représentation pour engager des joutes de mots d'esprit avec le public. Au début de sa carrière en 1583, il travaille dans la troupe de la reine au Curtain Theatre. La publication en 1600 des Tarlton's Jests nous dit comment Tarlton, au moment de prendre sa retraite, a recommandé Robert Armin.
Il est le clown favori de la reine Élisabeth Ire, et il est connu pour son talent à dire des impromptus en vers de mirliton sur des sujets suggérés par l'auditoire. Tirant profit de sa popularité, un grand nombre de chansons et de mots d'esprit lui sont attribués, et après sa mort, le texte Tarlton's Jests, contenant beaucoup de plaisanteries en fait plus anciennes que lui, a été publié en plusieurs volumes. D'autres livres et plusieurs ballades ont inclus son nom dans leurs titres. Certains ont suggéré que l'évocation de Yorick dans le monologue d'Hamlet a été composé en mémoire de Tarlton.
En plus de ses talents, Tarlton était un maître à l'épée. Il a écrit au moins une pièce de théâtre, intitulée The Seven Deadly Sins (« les Sept Péchés capitaux ») en 1592. Malgré son énorme popularité à l'époque, aucune copie de cette pièce ne fut sauvegardée. En plus de cette production, Tarlton a écrit plusieurs pamphlets à partir des années 1570, l'un d'eux s'intitulant A True report of this earthquake in London (1580). Ces écrits paraissent en général authentiques, mais après sa mort une grande variété d'autres ouvrages lui sont attribués. Gabriel Harvey parle de lui dès 1579, ce qui indique que Tarlton avait déjà acquis une certaine célébrité, qui ne fit que s'accroître ensuite.
Selon l'un de ses propres fils, Tarlton a perdu au jeu toute la fortune de la famille. Tarlton vivait à Hanwell et on dit qu'il a été enterré dans le parc de Drayton Manor House, où il habitait avec sa famille. Le bâtiment fait maintenant partie de l'école baptisée Drayton Manor High School.
Tarlton fit son dernier testament le 3 septembre 1588, se présentant comme Richard Tarlton, un des serviteurs de la Chambre de sa Majesté la reine. Dans ce testament, il confie à son fils illégitime, Philip Tarlton, le soin de s'occuper de « ma très aimée mère, Katherine Tarlton, veuve, et de mes très aimés et loyaux amis, Robert Adams, gentleman, et William Johnson, qui fait aussi partie des serviteurs de sa Majesté.

## Héritage
Richard Tarlton a laissé derrière lui un fort héritage. Il est maintenant étudié en contexte universitaire. Le dessin du joker dans certains jeux de cartes est inspiré de lui. Cent ans après sa mort des cafés étaient toujours baptisés de son nom.